# Сванбек, Адриан
Адриан Ларс Фредрик Сванбек (фин. Adrian Lars Fredrik Svanbäck; род. 8 июня 2004, Пиетарсаари, Западная Финляндия) — финский и шведский футболист, нападающий «Хеккена».

## Клубная карьера
Является воспитанником «Хельсингборг», в котором прошёл путь от детских команд до основной. В мае 2023 года подписал с клубом первый контракт, рассчитанный на полтора года. Дебютировал за основной состав 28 мая во встрече Суперэттана с «Эребру», появившись на поле в конце второго тайма. В мае 2024 года продлил контракт с  «Хельсингборгом» ещё на три года.
Летом 2025 года перешёл в «Хеккен», заключив соглашение на четыре с половиной года. Первую игру в его составе провёл 10 июля в первом квалификационном раунде Лиги Европы против словацкого «Спартака» из Трнавы. Сванбек вышел на поле на 60-й минуте матча и через минуту оформил голевую передачу на Северена Ньюля, забившего победный гол. 13 июля дебютировал в чемпионате Швеции в игре с «Хальмстадом», появившись на поле в стартовом составе. На 17-й минуте встречи Сванбек забил первый гол за команду.

## Личная жизнь
Отец Адриана, Фредрик Сванбек, также в прошлом футболист, выступал за финские и шведские клубы, а также провёл два матча за национальную сборную Финляндии.

## Клубная статистика
| Выступление      | Выступление      | Выступление      | Лига | Лига | Кубки | Кубки | Конт. кубки | Конт. кубки | Итого | Итого |
| Клуб             | Лига             | Сезон            | Игры | Голы | Игры  | Голы  | Игры        | Голы        | Игры  | Голы  |
| ---------------- | ---------------- | ---------------- | ---- | ---- | ----- | ----- | ----------- | ----------- | ----- | ----- |
| Хельсингборг     | Суперэттан       | 2023             | 1    | 0    | 0     | 0     | 0           | 0           | 1     | 0     |
| Хельсингборг     | Суперэттан       | 2024             | 27   | 6    | 3     | 0     | 0           | 0           | 30    | 6     |
| Хельсингборг     | Суперэттан       | 2025             | 13   | 4    | 3     | 0     | 0           | 0           | 16    | 4     |
| Хельсингборг     | Итого            | Итого            | 41   | 10   | 6     | 0     | 0           | 0           | 47    | 10    |
| Хеккен           | Алльсвенскан     | 2025             | 1    | 0    | 0     | 0     | 1           | 0           | 2     | 0     |
| Хеккен           | Итого            | Итого            | 1    | 0    | 0     | 0     | 1           | 0           | 2     | 0     |
| Всего за карьеру | Всего за карьеру | Всего за карьеру | 42   | 10   | 6     | 0     | 1           | 0           | 49    | 10    |